# 述律胡母里
述律胡母里，述律氏的祖先，辽朝开国皇后述律平的五世祖。
根据述律平兄弟蕭敵魯的列传，五世祖胡母里是遙輦氏契丹的臣属，他代表契丹出使唐朝，唐朝想把他留在幽州。一天晚上，逃跑偷渡回国，于是世代为契丹决狱官。决狱官是契丹社会发展所产生的新职任，胡母里是契丹首任执法官。而根据述律平的列传，她的祖先是回鹘人述律糯思。

## 后裔
- 述律胡母里
  - 述律糯思
    - 魏寧舍利
      - 慎思梅里
        - 述律婆姑
          - 蕭敵魯
          - 述律平
          - 蕭阿古只